# 고백 (델리스파이스의 노래)
〈고백〉은 델리스파이스의 대표곡으로서 다섯 번째 정규앨범인 《Espresso》의 타이틀 곡이다. 
영화 《클래식》에 삽입되었으며, 응답하라 1997에서도 극중 삽입된 바 있다. 그리고 OST에 수록되기도 했다.

## 노래의 모티브
델리스파이스의 인터뷰에 따르면 아다치 미츠루가 고교야구를 테마로 한 장편 야구 만화 H2의 내용을 모티브로 하고 있다.
모티브가 된 부분은 야구적인 측면이 아니라 '쿠니미 히로', '타치바나 히데오', '아마미야 히카리'까지 
남자2명에 여자1명으로 구성된 3명의 소꿉친구간의 미묘한 삼각관계에 더불어 '코가 하루카'가 더해져
주요인물 4명의 사각관계가 이어지는 과정 속에서의 감정선과 행동에서 모티브를 얻었다고 한다. 
인물간의 관계를 정리하면 다음과 같다.

<<인물 관계도>>
히로 - 히데오와 히카리를 연결해주지만 뒤늦게 자신이 히카리를 좋아한다는 것을 알게 된다.
히데오- 히카리와 연인사이이며, 히카리를 매우 좋아한다. 나중에 히로가 히카리를 좋아하고 있다는 것을 알게 된다.
히카리- 히데오와 연인사이이다. 하지만 옛날부터 히데오보다는 히로를 더 좋아하고 있었으며, 히로의 마음을 알아감에 따라 히데오와 히로사이에 갈등한다.
하루카 - 3명의 인물이 본래 소꿉친구로서 알고 있는 사이에 비해, 나중에 관계도에 끼게 된 인물이다. 히로를 좋아하고 있다.

## 가사 구성
노래는 총 1절-후렴-2절-후렴의 순으로 되어 있으며, 3명의 화자가 등장한다.
1절의 경우 히로, 후렴은 히카리, 2절은 하루카로 
각각의 화자들이 자신들의 마음을 고백하는 형식을 취하고 있다.

## 가사
중2때까진 늘 첫째 줄에 겨우 160이 됐을 무렵
쓸만한 녀석들은 모두 다 이미 첫사랑 진행 중
정말 듣고 싶었던 말이야 물론 2년전 일이지만
기뻐야하는 게 당연한데 내 기분은 그게 아냐
하지만 미안해 네 넓은 가슴에 묻혀 다른 누구를 생각했었어
미안해 너의 손을 잡고 걸을 때에도 떠올렸었어 그 사람을
널 좋아하면 좋아할수록 상처 입은 날들이 더 많아
모두가 즐거운 한 때에도 나는 늘 그곳에 없어
정말 미안한 일을 한걸까 나쁘진 않았었지만
친구인 채였다면 오히려 즐거웠을 것만 같아
하지만 미안해 네 넓은 가슴에 묻혀 다른 누구를 생각했었어
미안해 너의 손을 잡고 걸을 때에도 떠올랐었어 그 사람이
하지만 미안해 네 넓은 가슴에 묻혀 다른 누구를 생각했었어
미안해 너의 손을 잡고 걸을 때에도 떠올랐었어 그 사람이